# Módulo de memoria

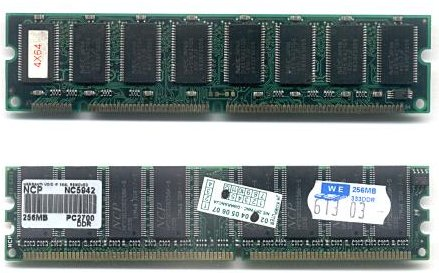
Dos tipos de DIMMs (duales en-módulos de memoria de la línea): un 168-pines SDRAM módulo (superior) y un 184-pines DDR SDRAM módulo (inferior).

En informática, un módulo de memoria es un circuito impreso  en la que se montan los circuitos integrados de memoria. Los módulos de memoria permiten una fácil instalación y sustitución en los sistemas electrónicos, especialmente en los ordenadores como ordenadores personales, workstations y servidores. Los primeros módulos de memoria eran diseños propietarios, específicos para un modelo de ordenador de un fabricante concreto. Más tarde, los módulos de memoria, fueron estandarizados por organizaciones como JEDEC y podían utilizarse en cualquier sistema diseñado para utilizarlos.
Los tipos de módulo de memoria son los siguientes:
- Módulo de memoria TransFlash
- SIMM.
- DIMM
  - Los módulos de memoria Rambus son un subconjunto de los DIMM, pero se denominan habitualmente RIMMs
  - TAN-DIMM, una DIMM esbozada pequeña, una versión más pequeña de DIMM, utilizada en portátiles

Las características distintivas de los módulos de memoria informáticos incluyen voltaje, capacidad, velocidad (i.e., velocidad bit), y factor de forma.
Por razones económicas, las grandes (principales) memorias encontradas en ordenadores personales, workstations, y consolas de juego no de mano (como PlayStation y Xbox) normalmente constan de  RAM dinámica (DRAM). Otras partes del ordenador, como las memorias cache habitualmente RAM estática (SRAM). Se usan pequeñas cantidades de SRAM en el mismo paquete como DRAM. No obstante, ya que SRAM tienen poder de escape alto y densidad baja, se han utilizado recientemente DRAM apiladas en pastillas para diseñar cachés de procesador de tamaño  multi-megabyte.
Físicamente, la mayoría de las DRAM se empaquetan en resina epoxy negra.